# 平野 (江東区)
平野（ひらの）は、東京都江東区の町名。現行行政地名は平野一丁目から平野四丁目。住居表示実施済区域。

## 地理
東京都江東区の北西部に位置する。深川地域内に当たる。北で三好、東で千石、南で深川・冬木および木場、西で清澄と隣接する。町域の東辺を大横川、南辺を仙台堀川と接し、東部では木場公園が広い面積を占める。町域西側から平野一丁目、二丁目、三丁目が続き、東端に平野四丁目が並ぶ。一・二丁目には日蓮宗の寺院が多く並ぶ。

### 河川
- 大横川 - 福寿橋・大栄橋が架かる。
- 仙台堀川 - 海辺橋・木更木橋・亀久橋・末広橋・木場公園大橋・崎川橋が架かる。

## 歴史
元禄14年（1701年）、江戸幕府の命により埋め立てられ、町屋が置かれた。
『江戸名所図会』によれば、深川平野町に杉山杉風の採荼庵址があったという。

### 地名の由来
江戸時代の名主・平野甚四郎長久の姓が由来とされる。

## 世帯数と人口
2023年（令和5年）1月1日現在（東京都発表）の世帯数と人口は以下の通りである。
| 丁目       | 世帯数    | 人口    |
| ---------- | --------- | ------- |
| 平野一丁目 | 804世帯   | 1,331人 |
| 平野二丁目 | 1,496世帯 | 2,931人 |
| 平野三丁目 | 1,043世帯 | 2,330人 |
| 平野四丁目 | 422世帯   | 717人   |
| 計         | 3,765世帯 | 7,309人 |

### 人口の変遷
国勢調査による人口の推移。
| 年                 | 人口  |
| ------------------ | ----- |
| 1995年（平成7年）  | 4,529 |
| 2000年（平成12年） | 4,603 |
| 2005年（平成17年） | 5,368 |
| 2010年（平成22年） | 5,794 |
| 2015年（平成27年） | 6,304 |
| 2020年（令和2年）  | 7,269 |

### 世帯数の変遷
国勢調査による世帯数の推移。
| 年                 | 世帯数 |
| ------------------ | ------ |
| 1995年（平成7年）  | 1,976  |
| 2000年（平成12年） | 2,022  |
| 2005年（平成17年） | 2,482  |
| 2010年（平成22年） | 2,847  |
| 2015年（平成27年） | 3,230  |
| 2020年（令和2年）  | 3,544  |

## 学区
区立小・中学校に通う場合、学区は以下の通りとなる（2023年4月時点）。
| 丁目       | 番地     | 小学校               | 中学校                 |
| ---------- | -------- | -------------------- | ---------------------- |
| 平野一丁目 | 全域     | 江東区立明治小学校   | 江東区立深川第二中学校 |
| 平野二丁目 | 16番20号 | 江東区立数矢小学校   | 江東区立深川第二中学校 |
| 平野二丁目 | その他   | 江東区立明治小学校   | 江東区立深川第二中学校 |
| 平野三丁目 | 2番12号  | 江東区立数矢小学校   | 江東区立深川第六中学校 |
| 平野三丁目 | その他   | 江東区立元加賀小学校 | 江東区立深川第六中学校 |
| 平野四丁目 | 4番2号   | 江東区立東陽小学校   | 江東区立深川第六中学校 |
| 平野四丁目 | その他   | 江東区立元加賀小学校 | 江東区立深川第六中学校 |

## 交通

### 鉄道
西辺を通る清澄通り地下に都営地下鉄大江戸線が通るが、駅は設置されていない。東京メトロ半蔵門線・都営大江戸線清澄白河駅、東京メトロ東西線・都営大江戸線門前仲町駅および東京メトロ東西線木場駅が最寄り駅となる。

### バス
町域内西辺を南北に通る清澄通りに平野一丁目バス停が置かれ、以下の路線が停車する。
東京都交通局
- 門33系統：亀戸駅行、豊海水産埠頭行

### 道路
道路
- 都道
  - 東京都道463号上野月島線（清澄通り） - 町域西辺を南北に通る。
  - 東京都道319号環状三号線（三ツ目通り）- 町域東部、木場公園西側を南北に縦断する。

## 事業所
2021年（令和3年）現在の経済センサス調査による事業所数と従業員数は以下の通りである。
| 丁目       | 事業所数  | 従業員数 |
| ---------- | --------- | -------- |
| 平野一丁目 | 74事業所  | 350人    |
| 平野二丁目 | 84事業所  | 892人    |
| 平野三丁目 | 48事業所  | 438人    |
| 平野四丁目 | 26事業所  | 263人    |
| 計         | 232事業所 | 1,943人  |

### 事業者数の変遷
経済センサスによる事業所数の推移。
| 年                 | 事業者数 |
| ------------------ | -------- |
| 2016年（平成28年） | 212      |
| 2021年（令和3年）  | 232      |

### 従業員数の変遷
経済センサスによる従業員数の推移。
| 年                 | 従業員数 |
| ------------------ | -------- |
| 2016年（平成28年） | 2,168    |
| 2021年（令和3年）  | 1,943    |

## 施設
- 深川北スポーツセンター - 公益財団法人江東区健康スポーツ公社によって運営されている[17]。
- 江東区平野児童館
- 江東区立深川第六中学校
- 月かげ幼稚園
- 中華人民共和国大使館教育処
  - 中華人民共和国大使館教育処別館
- 福富川公園
- 木場公園 - 北側の一部。南側は木場に、北端の東京都現代美術館は三好に存在する。
- 平野二丁目児童遊園
- 平野四丁目公園
- 浄心寺 - 日蓮宗の寺院。山号は法苑山。江戸十祖師の一つ。矢部定謙の墓所が置かれる。万治元年（1658年）の創建。
  - 和合稲荷 - 浄心寺境内に置かれる。
- 圓珠院 - 日蓮宗の寺院。浄心寺の塔頭。「深川の大黒天」として知られる。享保年間の建立と伝えられる。
- 本立院 - 日蓮宗の寺院。山号は妙栄山。宝永年間の創建。間宮林蔵の墓所が置かれる。
- 玉泉院 - 日蓮宗の寺院。山号は長晶山。明暦年間の創建。
- 宣明院 - 日蓮宗の寺院。延享2年（1745年）の創建。
- 善応院 - 日蓮宗の寺院。山号は妙龍山。貞享2年（1685年）の創建。

### かつて存在した施設
- 深川郵便局 - 1994年（平成6年）2月21日、東陽四丁目に移転。

## その他

### 日本郵便
- 郵便番号 : 135-0023[3]（集配局 : 深川郵便局[18]）。